# Idaea salebrosaria
Idaea salebrosaria är en fjärilsart som beskrevs av Fuchs 1902. Idaea salebrosaria ingår i släktet Idaea och familjen mätare. Inga underarter finns listade i Catalogue of Life.